# Meor Aziddin Yusof
Meor Aziddin Yusof (Beruas, Perak, 1967-24 de diciembre de 2021) fue un cantante y compositor malayo de estilo folclórico.

## Biografía
En 1984 inició su carrera musical siendo todavía muy joven, si bien el relanzó su primer álbum titulado "Pesta Jiwa" (2000), esta vez considerando de forma independiente promocionándolo en Kuala Lumpur, siendo presentado en el Mercado Central de Kuala Lumpur. Posteriormente recibió diversas críticas tras lanzar su álbum debut "Aku Disitu" (2003), considerado entonces como el mejor artistas de la escena musical. En 2008, lanzó su álbum titulado Sakrat, con canciones basadas en el poeta malayo, Amirul Fakir.
Falleció a las 23.42 horas del 24 de diciembre de 2021 a los 54 años a causa de COVID-19, según informó su hija Kamelia.

## Discografía
- Dari Rakyat Untuk Rakyat (2009)
- Sakrat (2008)
- Yang Terlintas Di Fikiran (2006)
- Aku dan Bulan (2004)
- Itu Padang...Aku Disitu (2003)
- Pesta Jiwa II (2002)
- Pesta Jiwa (2000)

## Apariciones
- Voices From Next Door compilación - varios artistas (Troubadours, 2006)